# Porrog
Porrog é um município da Hungria, situado no condado de Somogy. Tem 14,02 km² de área e sua população em 2019 foi estimada em 205 habitantes.